# Tipula (Acutipula) interrupta
Tipula (Acutipula) interrupta is een tweevleugelige uit de familie langpootmuggen (Tipulidae). De soort komt voor in het Oriëntaals gebied.